# Антипасто
Антипасто (на италиански: antipasto, мн. ч. antipasti) е традиционен италиански ордьовър (на френски: hors d'œuvre, entrée), на български: разядка, предястие.
В класическата италианска кухня „антипастите“ се делят на топли или студени, и прости или комбинирани. Това може да бъдат колбаси, капрезе, маслини, риба, запечени зеленчуци, сирена и пресни плодове. Включва обикновено и хляб, който се консумира с качествен зехтин и оцет.
Съдържанието зависи много от географския район в Италия. Традицията датира от времето на италианския Ренесанс.